# Red Tilson-trófea
A Red Tilson-trófea egy egyéni díj, melyet az Ontario Hockey League azon játékosai között osztanak ki, akik a legkiemelkedőbb teljesítményt nyújtják a szezon során. Az újságírók választják meg a díjazottat. A trófeát Red Tilson emlékére alapították aki az Oshawa Generals játékosa volt és a második világháborúban esett el. Először 1945-ben került kiosztásra.

## A díjazottak
| Év        | Játékos           | Csapat                       |
| --------- | ----------------- | ---------------------------- |
| 2014–2015 | Connor McDavid    | Erie Otters                  |
| 2013–2014 | Connor Brown      | Erie Otters                  |
| 2012–2013 | Vincent Trocheck  | Plymouth Whalers             |
| 2011–2012 | Michael Houser    | London Knights               |
| 2010–2011 | Ryan Ellis        | Windsor Spitfires            |
| 2009–2010 | Tyler Seguin      | Plymouth Whalers             |
| 2008–2009 | Cody Hodgson      | Brampton Battalion           |
| 2007–2008 | Justin Azevedo    | Kitchener Rangers            |
| 2006–2007 | John Tavares      | Oshawa Generals              |
| 2005–2006 | Wojtek Wolski     | Brampton Battalion           |
| 2004–2005 | Corey Perry       | London Knights               |
| 2003–2004 | Corey Locke       | Ottawa 67’s                  |
| 2002–2003 | Corey Locke       | Ottawa 67’s                  |
| 2001–2002 | Brad Boyes        | Erie Otters                  |
| 2000–2001 | Brad Boyes        | Erie Otters                  |
| 1999–2000 | Andrew Raycroft   | Kingston Frontenacs          |
| 1998–1999 | Brian Campbell    | Ottawa 67’s                  |
| 1997–1998 | David Legwand     | Plymouth Whalers             |
| 1996–1997 | Alyn McCauley     | Ottawa 67’s                  |
| 1995–1996 | Alyn McCauley     | Ottawa 67’s                  |
| 1994–1995 | David Ling        | Kingston Frontenacs          |
| 1993–1994 | Jason Allison     | London Knights               |
| 1992–1993 | Pat Peake         | Detroit Junior Red Wings     |
| 1991–1992 | Todd Simon        | Niagara Falls Thunder        |
| 1990–1991 | Eric Lindros      | Oshawa Generals              |
| 1989–1990 | Mike Ricci        | Peterborough Petes           |
| 1988–1989 | Bryan Fogarty     | Niagara Falls Thunder        |
| 1987–1988 | Andrew Cassels    | Ottawa 67’s                  |
| 1986–1987 | Scott McCrory     | Oshawa Generals              |
| 1985–1986 | Ray Sheppard      | Cornwall Royals              |
| 1984–1985 | Wayne Groulx      | Sault Ste. Marie Greyhounds  |
| 1983–1984 | John Tucker       | Kitchener Rangers            |
| 1982–1983 | Doug Gilmour      | Cornwall Royals              |
| 1981–1982 | Dave Simpson      | London Knights               |
| 1980–1981 | Ernie Godden      | Windsor Spitfires            |
| 1979–1980 | Jim Fox           | Ottawa 67’s                  |
| 1978–1979 | Mike Foligno      | Sudbury Wolves               |
| 1977–1978 | Bobby Smith       | Ottawa 67’s                  |
| 1976–1977 | Dale McCourt      | St. Catharines Fincups       |
| 1975–1976 | Peter-John Lee    | Ottawa 67’s                  |
| 1974–1975 | Dennis Maruk      | London Knights               |
| 1973–1974 | Jack Valiquette   | Sault Ste. Marie Greyhounds  |
| 1972–1973 | Rick Middleton    | Oshawa Generals              |
| 1971–1972 | Don Lever         | Niagara Falls Flyers         |
| 1970–1971 | Dave Gardner      | Toronto Marlboros            |
| 1969–1970 | Gilbert Perreault | Montreal Junior Canadiens    |
| 1968–1969 | Rejean Houle      | Montreal Junior Canadiens    |
| 1967–1968 | Walt Tkaczuk      | Kitchener Rangers            |
| 1966–1967 | Mickey Redmond    | Peterborough Petes           |
| 1965–1966 | André Lacroix     | Peterborough Petes           |
| 1964–1965 | André Lacroix     | Peterborough Petes           |
| 1963–1964 | Yvan Cournoyer    | Montreal Junior Canadiens    |
| 1962–1963 | Wayne Maxner      | Niagara Falls Flyers         |
| 1961–1962 | Pit Martin        | Hamilton Red Wings           |
| 1960–1961 | Rod Gilbert       | Guelph Biltmore Mad Hatters  |
| 1959–1960 | Wayne Connelly    | Peterborough Petes           |
| 1958–1959 | Stan Mikita       | St. Catharines Teepees       |
| 1957–1958 | Murray Oliver     | Hamilton Tiger Cubs          |
| 1956–1957 | Frank Mahovlich   | Toronto St. Michael’s Majors |
| 1955–1956 | Ron Howell        | Guelph Biltmore Mad Hatters  |
| 1954–1955 | Hank Ciesla       | St. Catharines Teepees       |
| 1953–1954 | Brian Cullen      | St. Catharines Teepees       |
| 1952–1953 | Robert Attersley  | Oshawa Generals              |
| 1951–1952 | Bill Harrington   | Kitchener Greenshirts        |
| 1950–1951 | Glenn Hall        | Windsor Spitfires            |
| 1949–1950 | George Armstrong  | Toronto Marlboros            |
| 1948–1949 | Gil Mayer         | Barrie Flyers                |
| 1947–1948 | George Armstrong  | Stratford Midgets            |
| 1946–1947 | Ed Sandford       | Toronto St. Michael’s Majors |
| 1945–1946 | Tod Sloan         | Toronto St. Michael’s Majors |
| 1944–1945 | Doug McMurdy      | St. Catharines Falcons       |

A vastagon szedett játékosok a CHL Az Év Játékosa Díjat is elnyerték.